# Karate tại Đại hội Thể thao Đông Nam Á 2011
Karate tại Đại hội Thể thao Đông Nam Á năm 2011 được tổ chức tại Jakarta, Indonesia, từ ngày 11 đến 13 tháng 11 năm 2011, với sự tranh tài của các võ sĩ trong hai phân môn: kata (quyền biểu diễn) và kumite (đối kháng) – cả cá nhân và đồng đội cho nam và nữ. 
Có tổng cộng 17 nội dung tranh huy chương, trong đó có 9 nội dung của nam và 8 nội dung của nữ. Kết thúc môn thi, đoàn chủ nhà Indonesia giành vị trí nhất toàn đoàn với 10 huy chương vàng.

## Bảng huy chương
| Hạng               | Đoàn               | Vàng | Bạc | Đồng | Tổng số |
| ------------------ | ------------------ | ---- | --- | ---- | ------- |
| 1                  | Indonesia (INA)    | 10   | 2   | 4    | 16      |
| 2                  | Malaysia (MAS)     | 4    | 2   | 7    | 13      |
| 3                  | Việt Nam (VIE)     | 3    | 8   | 3    | 14      |
| 4                  | Thái Lan (THA)     | 0    | 2   | 3    | 5       |
| 5                  | Philippines (PHI)  | 0    | 1   | 6    | 7       |
| 6                  | Brunei (BRU)       | 0    | 1   | 1    | 2       |
| 6                  | Myanmar (MYA)      | 0    | 1   | 1    | 2       |
| 8                  | Lào (LAO)          | 0    | 0   | 3    | 3       |
| 9                  | Singapore (SIN)    | 0    | 0   | 1    | 1       |
| Tổng số (9 đơn vị) | Tổng số (9 đơn vị) | 17   | 17  | 29   | 63      |

## Tóm tắt kết quả

### Nam
| Nội dung             | Vàng | Bạc                                                         | Đồng |
| -------------------- | --- | ----------------------------------------------------------- | --- |
| Kata cá nhân         | Faisal Zainuddin · Indonesia                                                                                                 | Phạm Thái Huy · Việt Nam                                    | James delos Santos · Philippines Leong Tze Wai · Malaysia                                                                                        |
| Kata đồng đội        | Indonesia (INA) · Fidelys Lolobua · Faizal Zainuddin · Aswar                                                                 | Myanmar (MYA) · Aung Khant · Min Hein Khant · Tun Kyaw Kyaw | Malaysia (MAS) · Kam Kah Sam · Leong Tze Wai · Lim Chee Wei Lào (LAO) · Inthanousone Vilaysouk · Kavine Saythansavanh · Souphanith Vongsengthong |
| Kumite 55 kg và dưới | Loganesha Rao · Malaysia | Nguyễn Quang Phúc · Việt Nam                                | Imam Tauhid · Indonesia Tay Qinyuan · Singapore                                                                                                  |
| Kumite 60 kg và dưới | Donny Dharmawan · Indonesia                                                                                                  | Nguyễn Hoàng Hiệp · Việt Nam                                | Jayson Ramil Macaalay · Philippines San Toe · Myanmar                                                                                            |
| Kumite 67 kg và dưới | Jintar Simanjuntak · Indonesia                                                                                               | Mohamad Fadilah · Brunei                                    | Chantabole Ath · Lào Kunasilan Lakanathan · Malaysia                                                                                             |
| Kumite 75 kg và dưới | Shaharudin Jamaludin · Malaysia                                                                                              | Nguyễn Minh Phụng · Việt Nam                                | Christo Mondolu · Indonesia Songwut Muntaen · Thái Lan                                                                                           |
| Kumite 84 kg và dưới | Teagajaran Kunasarakan · Malaysia                                                                                            | Bùi Như Mỹ · Việt Nam                                       | Ronnel Garcia Balingit · Philippines Hendro Salim · Indonesia                                                                                    |
| Kumite 84 kg và trên | Umar Syarief · Indonesia | Sanphasit Chonlaphan · Thái Lan                             | Phạm Quang Duy · Việt Nam |
| Kumite đồng đội      | Indonesia (INA) · Umar Syarief · Christo Mondolu · Hendro Salim · Jintar Simanjuntak · Donny Dharmawan · Yulizar Usia Motuty | Philippines (PHI)                                           | Brunei (BRU) Malaysia (MAS) |

### Nữ
| Nội dung             | Vàng                                                                                  | Bạc                                                                  | Đồng |
| -------------------- | ------------------------------------------------------------------------------------- | -------------------------------------------------------------------- | --- |
| Kata cá nhân         | Flenty Enoch · Indonesia                                                              | Đỗ Thị Thu Hà · Việt Nam                                             | Thor Chee Yee · Malaysia                                                                                                  |
| Kata đồng đội        | Indonesia (INA) · Dewi Prasetya Kurniawan · Yulianti Syafrudin · Sisilia Agustiani    | Malaysia (MAS) · Khaw Yee Voon · Thor Chee Yee · Celine Lee Xin Yi   | Việt Nam (VIE) · Nguyễn Thị Hằng · Đỗ Thị Thu Hà · Nguyễn Thanh Hằng Myanmar (MYA) · Poe Myar · Swe Swe Aung · Thazin Aye |
| Kumite 50 kg và dưới | Vũ Thị Nguyệt Ánh · Việt Nam                                                          | Paweena Laksachat · Thái Lan                                         | Telly Melinda · Indonesia Erica Celin Samonte · Philippines                                                               |
| Kumite 55 kg và dưới | Lê Bích Phương · Việt Nam                                                             | Dyah Puspitasari · Indonesia                                         | Mae Soriano · Philippines Alagashan Nisha · Malaysia                                                                      |
| Kumite 61 kg và dưới | Yamini Gopalasamy · Malaysia                                                          | Trần Hoàng Yến Phượng · Việt Nam                                     | Arm Sukkiaw · Thái Lan Lokhamphanh Phouvy · Lào                                                                           |
| Kumite 68 kg và dưới | Yulanda Asmuruf · Indonesia                                                           | Bùi Thị Triều · Việt Nam                                             | Shakkila Sani Jefry · Malaysia Kanokporn Tipnawa · Thái Lan                                                               |
| Kumite 68 kg và trên | Thạch Thị Trang · Việt Nam                                                            | Mardiah Nasution · Indonesia                                         | Phommachan Phimpha · Lào                                                                                                  |
| Kumite đồng đội      | Indonesia (INA) · Nur Hadiyanti Fitrianingsih · Yulanda Asmuruf · Martinel Prihastuti | Malaysia (MAS) · Jamalliah · Yamini Gopalasamy · Shakkila Sani Jefry | Philippines (PHI) Việt Nam (VIE)                                                                                          |